# قلعة كلينتون
قلعة كلينتون (معروفة أيضًا باسم: فورت كلينتون وكاسل غاردن) هي عبارة عن حصن دائري الشكل من الحجر الرملي، يقع ضمن حديقة باتري بارك في النهاية الجنوبية من مانهاتن في مدينة نيويورك. بنيت القلعة في المدة ما بين عامي 1808 و1811، وكانت المحطة الأولى للهجرة الأمريكية قبل جزيرة إيليس آيلند. حيث وصل أكثر من 7.5 مليون شخص إلى الولايات المتحدة وبالتحديد إلى فورت كلينتون ما بين عامي 1855 و1890. استُخدمت القلعة أيضًا خلال فترة نشاطها الفعّال، كحديقة للبيرة وصالة عرض ومسرح وكذلك كحوض مائي عام. يُنظر إلى هذا الهيكل على أنه معلَم من معالم مدينة نيويورك وصرح تذكاري وطني للولايات المتحدة، وقد أُدرج في السجل الوطني للأماكن التاريخية.
عُرف فورت كلينتون في الأصل باسم ويست باتري أو ساوث ويست باتري، ويحتل جزيرة اصطناعية قبالة شواطئ مانهاتن السفلى. صمم المهندس المعماري جون ماكومب جونيور، مع جوناثان ويليامز كمهندس استشاري، هذا الحصن ليكون حامية عسكرية في عام 1812، لكنه لم يُستخدم أبدًا في الأعمال الحربية. حوّلت حكومة مدينة نيويورك فورت كلينتون في عام 1824، إلى مكان للترفيه يتسع 6000 مقعدًا وعُرف حينها باسم كاسل غاردن، وبقي فعالًا حتى عام 1855. لتصبح كاسل غاردن بعد ذلك بمثابة مركز لمعالجة أمور المهاجرين لمدة 35 عامًا. حُوّلت كاسل غاردن بعد نقل مرافق معالجة أمور المهاجرين إلى جزيرة إيليس في عام 1892، إلى أول حوض مائي عام في مدينة نيويورك، والذي افتتح للعامة في عام 1896 واستمر في العمل حتى عام 1941. وُسّع الحصن وأعيد تجديده العديد من المرات خلال هذه الفترة. اقترح مفوض الحدائق في مدينة نيويورك روبرت موزس في الأربعينيات من القرن الماضي، هدم فورت كلينتون كجزء من خطة تشييد نفق بروكلين باتري القريب. قاد ذلك إلى نقاش مطول يدعو إلى الحفاظ على الحصن، بالإضافة إلى إنشاء نصب قلعة كلينتون التذكاري الوطني في عام 1946. سيطرت إدارة المتنزهات الوطنية على الحصن في عام 1950. وأعيد افتتاح قلعة كلينتون في عام 1975، بعد العديد من المحاولات الفاشلة لترميم الحصن. أصبح موقع القلعة منذ عام 1986 بمثابة مركز للزوار ونقطة انطلاق للعبّارات المتجهة نحو النصب التذكاري الوطني لتمثال الحرية.

## استخدامها الأصلي
تقع قلعة كلينتون إلى الغرب قليلًا من الموقع الذي بني فيه حصن أمستردام في عام 1626، عندما كانت مدينة نيويورك معروفة باسمها الهولندي نيو أمستردام. هُدم صرح أمستردام مع حلول عام 1790 بعد حرب الاستقلال الأمريكية. وقُدمت مقترحات لبناء حصن جديد بعد مخاوف من الحرب مع قوتين منفصلتين شملتا بريطانيا وفرنسا في سبعينيات القرن الثامن عشر، لكن لم تنفذ أي من الخطط في النهاية. ازدادت التوترات بين بريطانيا والولايات المتحدة مع حلول عام 1805، وهذا ما اتسمت به الفترة التي سبقت حرب 1812. وفي أواخر ذلك العام، بدأ القائم مقام الكولونيل جوناثان ويليامز من فيلق القوات البرية الأمريكي الهندسي، التخطيط لسلسلة من التحصينات في ميناء نيويورك.
بني فورت كلينتون، المعروف في الأصل باسم ويست باتري وأحيانًا باسم ساوث ويست باتري، على جزيرة اصطناعية صغيرة قبالة الشاطئ. بدأت عمليات البناء في عام 1808، ليكتمل الحصن في عام 1811، بالرغم من استمرار عمليات التعديل خلال عشرينيات القرن التاسع عشر. كان الحصن من تصميم جون ماكومب جونيور مع جوناثان ويليامز كمهندس استشاري. وهو حصن دائري على وجه التقريب بنصف قطر يبلغ نحو 92 قدم (28 متر)، سيما وأن الجدران المستقيمة شكلت نحو ثمن الدائرة بدلًا من الجدران المنحنية. بنيت الجدران من الحجر الرملي الأحمر المستخرج من نيوجرسي. وامتلك الحصن 28 مدفعًا «يقذف قنابل زنة كل منها 32 رطلًا». بالإضافة إلى وجود جسر خشب يمتد من الحصن إلى بقية مانهاتن. كان الهدف من بناء ويست باتري أن يكون حصنًا متممًا لكل من قلعة كاسل ويليامز ذات التصميم ثلاثي الطبقات، وحصن إيست باتري على جزيرة غوفرنرز.
اكتمل بناء الحصن في أواخر عام 1811، وجُعل كحامية عسكرية في عام 1812، على الرغم من عدم استخدامه لأغراض حربية. لاسيما وأن القوات البريطانية والأمريكية قد وقعتا معاهدة سلام في فبراير من عام 1815. بحلول ذلك الوقت، أعيدت تسمية ويست باتري باسم فورت كلينتون تكريمًا لعمدة مدينة نيويورك دويت كلينتون (الذي أصبح في النهاية حاكم ولاية نيويورك). حُولت القلعة نفسها إلى مقر إداري للجيش. ومع تزامن انتهاء الحرب، قام حراك عام لبناء حديقة في منطقة باتري. ألغي اقتراح إنشاء مبنيين مكتبيين صغيرين في فورت كلينتون في عام 1816 بسبب اعتراض العامة، وظلت القلعة على حالها لمدة ثلاث سنوات. اقترح مجلس مدينة نيويورك في مايو عام 1820، أن تنقل حكومة الولايات المتحدة ملكية القلعة إلى حكومة المدينة، لكن كونغرس الولايات المتحدة رفض تمرير الشرعية وفقًا لهذا. 
مع حلول عام 1820، كان فورت كلينتون يستخدم كمنطقة سكنية لأمين الخزينة ومنطقة للتخزين. توقف جيش الولايات المتحدة عن استخدام الحصن في عام 1821، وتنازل عنه للمدينة بموجب قانون الكونغرس في مارس من عام 1822. بحلول ذلك الوقت، استُخدم الجسر المؤدي إلى فورت كلينتون بشكل متكرر من قبل الصيادين الذين كانوا يصطادون الأسماك من فوق الجسر، الذي كان متصلًا بالشاطئ أسفل شارع برودواي.

## مكان للترفيه
استأجرت حكومة مدينة نيويورك الحصن كمكان للترفيه في يونيو من عام 1824؛ دفعت المدينة في الأصل 1400 دولار أمريكي سنويًا لمدة خمس سنوات. أعادت حكومة المدينة تأجير الحصن إلى فرانسيس فيتش وآرثر رورباخ وج. راثبون. أصبح اسم فورت كلينتون كاسل غاردن، والتي كانت بمثابة حديقة للبيرة وصالة عرض ومسرح. احتوى المكان على 50 مقصورة، لكل منها طاولة وثمانية مقاعد. أما أعلى كاسل غاردن فكان عبارة عن متنزّه دائري تظلله خيمة كبيرة. وكانت القلعة محاطة أيضًا بمتنزّه مفروش بالحصى وشجيرات أعلى سور بحري. كتبت صحيفة نيويورك ديلي تريبيون أن الحصن «أصبح مرتبطًا بمشاهد السلام والترفيه العام». وقد وصف أحد النقاد كاسل غاردن في عام 1828 بأنها «مكان مفضل للاستجمام العام».
أعيد افتتاح الحصن باسم كاسل غاردن في 3 يوليو من عام 1824. إحدى الفعاليات التي أقيمت ضمن الحصن في سبتمبر من عام 1824، وحضرها 6000 شخص، كانت لتكريم الجنرال لافاييت. استضاف الحصن على مر السنين، شخصيات سياسية أخرى مثل: كل من الرئيس الأمريكي أندرو جاكسون وجون تايلر وجيمس ك. بولك بالإضافة إلى الحاكم الهنغاري الرئيس لويوش كوشو. إضافة إلى ذلك، استضاف صموئيل مورس عرضًا عمليًا لآلة التلغراف في كاسل غاردن في عام 1835. حُولت كاسل غاردن نحو عام 1845 إلى مسرح، وذلك عند إضافة سطح أعلى القسم الداخلي للحصن. اشتمل هذا الهيكل على 6000 مقعدًا. خطط المسؤولون لتوسيع حديقة باتري بارك المجاورة مع حلول عام 1848، بإضافة مكب للنفايات حول كاسل غاردن لتنتهي مساحة الحديقة عند 24 فدانًا (9.7 هكتارًا).
قدمت مغنية السوبرانو السويدية جيني ليند في عام 1850، أول عروضها في الولايات المتحدة، فأقامت حفلتين موسيقيتين في كاسل غاردن؛ وصلت تكلفة تذاكر حضور الحفلتين حتى 225 دولار أمريكي (أي ما يعادل 7,329 دولار أمريكي في عام 2021).